# Jay-Jay Johanson
 (mai 2019).
Si vous disposez d'ouvrages ou d'articles de référence ou si vous connaissez des sites web de qualité traitant du thème abordé ici, merci de compléter l'article en donnant les références utiles à sa vérifiabilité et en les liant à la section « Notes et références ».
Ne pas confondre avec Jay Jay Johnson, tromboniste de jazz américain.
Jäje Johansson, dit Jay-Jay Johanson, est un auteur-compositeur-interprète suédois, né le 11 octobre 1968 à Trollhättan.

## Biographie
Jäje Johanson est né en 1969 à Trollhättan, en Suède, dans une famille modeste. Il grandit dans la ville de Skara, où il se met très tôt à la musique en écoutant du hard rock et en fondant, à 10 ans, un groupe de punk (May Tuck). Il apprend en même temps la clarinette et le saxophone, et ne cesse de composer.
Très tôt, Johanson a été influencé par Rod Stewart à travers la musique qu'il écoutait à la maison. Plus tard, il a également été influencé par Kraftwerk, David Bowie, Zapp et Chet Baker. Il a commencé à créer sa propre musique à l'adolescence en achetant des boîtes à rythmes et des synthétiseurs.
À 15 ans, il découvre le jazz, dont son père est un passionné. Cette découverte influencera beaucoup ses compositions futures. On disait que son nom de scène était inspiré du célèbre tromboniste jazz Jay Jay Johnson. Mais lors de l'émission Culturebox du 22 novembre 2022, il répond lui-même que ce surnom vient de son séjour à Londres où personne ne parvenait à prononcer son prénom correctement.
Hésitant, pensant faire de la musique un loisir, s'essayant aux études d'architecture, il finit par étudier l'art moderne à Stockholm pendant 4 ans et développe sa créativité musicale.
Il finit par quitter le quartet de jazz dont il faisait partie et se met à composer avec une boîte à rythmes et un synthétiseur. En 1994, il découvre l'album Dummy de Portishead et s'intéresse au trip hop mêlant les harmonies du jazz aux rythmiques du hip-hop. Il songe à composer un album, avec l'aide précieuse de son compère Erik Janson.
Il est contacté par BMG en 1996 et enregistre son premier album, Whiskey. Il ne cesse dès lors d'écrire des chansons et sort album après album, son style évoluant sans cesse, tantôt électronique, tantôt chanson, tantôt jazz…
Il participe au Melodifestivalen 2013 avec la chanson Paris.
On peut le définir comme étant un crooner pop,, un dandy musical. Sa musique évolue entre jazz, trip hop et dance, notamment sur son album Rush. Il rend un hommage appuyé aux Cocteau Twins et à Siouxsie and the Banshees. Beaucoup d'arrangements utilisent des sons électroniques, en particulier les parties rythmiques. Sa voix particulière, aiguë et caressante, androgyne, envoûtante, met parfaitement en valeur ses textes mélancoliques, d'une tristesse profonde.
Ses textes sont en anglais, jamais en suédois. Il fait parfois appel à la langue française dans ses chansons (Quel Dommage, par exemple), et à plusieurs reprises une jeune femme vient prononcer des paroles dans un français parfait, comme sur les chansons Jay Jay Johanson (où la chanteuse française Valérie Leulliot du groupe Autour de Lucie lui donne la réplique) ou Déjà vu.